# The Otto Show
«The Otto Show» (с англ. — «Шоу Отто») — двадцать вторая серия третьего сезона мультсериала «Симпсоны», премьера которого состоялась 23 апреля 1992 года.

## Сюжет
Побывав на рок-концерте, Барт решает научиться играть на электрогитаре. У него ничего не получается, и он очень опечален. В то же время он узнает, что его школьный водитель автобуса, Отто - великолепный гитарист. Но из-за устроенной в спешке аварии школьного автобуса и выяснившегося впоследствии отсутствия водительских прав Отто лишается работы, а к тому же еще и жилья. Барт упрашивает родителей позволить Отто пожить в их гараже. В итоге Отто живет в их гараже, пока Гомеру это не надоедает, но Отто удается сдать экзамен на водительские права благодаря обоюдной с Пэтти ненависти к Гомеру.